# محمد عارف حكمت الآلوسي
محمد عارف حكمت الآلوسي، (1855-1916)، ابن عبد الله بن شهاب الدين الآلوسي، خطاط وشاعرومحاسب وأديب عراقي، وهو أخو محمود شكري الآلوسي وكذلك أخو مصطفى زين الدين وزير العدلية، وأبنه هو الشاعر التركي أحمد هاشم. عرفت هذه الأسرة الآلوسية بما أنجبته من العلماء والفضلاء والأدباء ويرجع نسبها إلى سبط النبي محمد فهي عائلة علوية النسب. وكان محمد عارف رجلا فاضلا تقلد وظائف إدارية في عهد الدولة العثمانية.

## ولادته ونشأته
ولد محمد عارف حكمت في بغداد عام 1271هـ /1855م، ودرس دراسته الأولية في مدارس بغداد وعين في شعبة المحاسبة بولاية بغداد، ولقد أخذ العلم عن علماء بغداد، وعن أبيه عبد الله الآلوسي، وتزوج من سارة هانم أبنة كاهيازادة من أعيان بغداد، وأنجبت لهُ أبنه أحمد هاشم عام 1884م.

## المناصب والأعمال
توظف في عدة وظائف إدارية ثم نقل إلى منطقة كردستان شمال العراق، وعين قائمقام قضاء راوندوز، وبعدها شغل منصب قائمقام حارم وبيره جك من أعمال حلب، ثم عين متصرف لواء فزان جنوبي طرابلس الغرب.

## اعتزاله ووفاته
أعتزل محمد عارف الأعمال وسافر إلى إسطنبول بعد وفاة زوجتهِ عام 1896م، وأخذ معهُ ولده أحمد هاشم الذي كان في الثانية عشرة من عمرهِ، وأستقر بهِ المقام في إسطنبول حتى وفاته، وتوفى في يوم الأربعاء 11 ربيع الثاني 1334هـ/ 16 شباط 1916.